# Quincy Roche
Quincy Roche (Randallstown, 10 febbraio 1998) è un giocatore di football americano statunitense che milita nel ruolo di outside linebacker per i New York Giants della National Football League (NFL).

## Carriera

### Pittsburgh Steelers
Roche al college giocò a football alla Temple University (2016-2019) e a Miami (2020). Fu scelto nel corso del sesto giro (216º assoluto) nel Draft NFL 2021 dai Pittsburgh Steelers. Fu svincolato il 31 agosto 2021.

### New York Giants
Il 1º settembre 2021 Roche firmò con i New York Giants. Nella settimana 9 contro i Las Vegas Raiders grazie a un sack forzò un fumble, contribuendo alla vittoria per 23-16. La sua stagione da rookie si chiuse con 30 tackle e 2,5 sack in 14 presenze, 3 delle quali come titolare.